# Акбакайська сільська адміністрація
Акбака́йська сільська адміністрація (каз. Ақбақай ауылдық әкімдігі, рос. Акбакайсккая сельская администрация) — адміністративна одиниця у складі Мойинкумськогорайону Жамбильської області Казахстану. Адміністративний центр та єдиний населений пункт — село Акбакай.
Населення — 534 особи (2021; 1473 у 2009, 1163 у 1999, 1435 у 1989).
Станом на 1989 рік існувала Акбакайська селищна рада (смт Акбакай). 1997 року Акбакайська селищна адміністрація приєднана до складу Мирненської селищної адміністрації, однак 2001 року був виділений Акбакайський селищний округ. 2013 року округ був перетворений в сільську адміністрацію. 2019 року до складу адміністрації було включено 0,19 км² земель державного земельного фонду.